# ワルバリーヒル
ワルバリーヒル（Walbury Hill）は、イギリスのイングランド南東部バークシャーにある丘。海抜297mで、イングランド南東部で最も高い場所にある。